# 汕頭神社

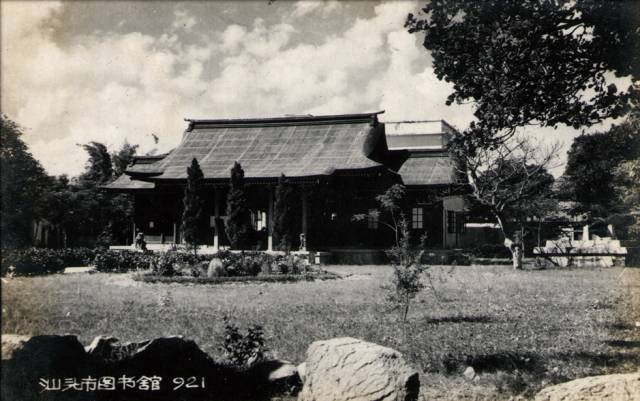
1950年代の汕頭神社。図書館に転用後の姿。

汕頭神社（スワトウじんじゃ）はかつて中国広東省汕頭市に存在した神社である。祭神は昭憲皇太后、大国魂神、大己貴命、少彦名命と能久親王。

## 歴史
汕頭神社は1941年11月3日に竣工した。敷地は以前にはドイツ領事館であったという。
戦後の1956年3月、汕頭市図書館が汕頭神社跡に設立された。
文化大革命中に図書館は移転し、旧社務所の建物は革命委員会に利用された。文革後の1981年に再度敷地に図書館が造られ、1982年の図書館拡張（新館の建築）の際に残存していた神社の建築物は取り壊され、大半の遺構は埋没した。図書館は2006年に再移転し、2013年時点では敷地は「汕頭市文化館」となっている）。
2013年時点では狛犬一体が現地に置かれているほか、敷地内の石畳が残存している。